# 4097 Tsurugisan
4097 Tsurugisan este un asteroid din centura principală, descoperit pe 18 noiembrie 1987 de Tsutomu Seki.